# TMZ on TV
TMZ on TV é um programa de TV diário estadunidense voltado para o mundo das celebridades. O programa estreou no dia 10 de setembro de 2007, em transmissão terceirizada através de emissoras afiliadas a redes de TV como FOX, CW e MyNetworkTV. Ele é uma versão televisiva do site de celebridades TMZ.com, um site criado em 2005 dedicado ao dia a dia dos famosos. O estúdio está localizado no Boulevard West Jefferson 13031 em Los Angeles, Califórnia. O termo TMZ vem das iniciais thirty-mile zone  ou studio zone  em referência ao estúdio de cinema localizado no centro de Hollywood. No dia 23 de outubro de 2013 a Warner Bros. Television Distribution anunciou a renovação por mais três anos  com a Fox television Stations,  garantindo a permanencia do programa até a temporada 2016-17.

## Formato
O programa é transmitido em dois formatos: um diário, com 30 minutos e outro de uma hora com a reprise dos melhores momentos da semana anterior. Em alguns feriados, são transmitidos programas especiais com temas específicos montados a partir de edições anteriores.